# Új Kezdet
Az Új Kezdet (röviden: ÚK vagy UK) 2016. április 20-án bejegyzett magyarországi párt volt. Alapítója Gémesi György, Gödöllő polgármestere; utolsó elnöke Sértő-Radics István volt.
2018-ban az országgyűlési választáson a párt akkori alelnöke, Hohn Krisztina szerzett mandátumot és csatlakozott az LMP-frakcióhoz.
2018 júliusában Gémesi György bejelentette, hogy pártja nem az LMP-vel, hanem önállóan készül a következő évi európai parlamenti, illetve az önkormányzati választásra.

## Története
Bár  a párt megalakulásáról a sajtó már 2016-ban hírt adott, a megalakulás híre azután keltett  nagyobb figyelmet, hogy 2017. március 15-én Gémesi György, Gödöllő polgármestere ezt bejelentette. Gémesi György szerint a párt programja 2017 októberéig készül el.
2017. március 18-án Gémesi György sajtótájékoztatóján bejelentette, hogy a jobbközép irányultságú Új Kezdet célja, hogy kormányzati alternatívát nyújtson, illetve végrehajtsa a nemzeti minimumot jelentő tizenkét pontját.
2017 decemberében Gémesi György és Szél Bernadett megállapodtak, hogy közösen indulnak a 2018-as magyarországi országgyűlési választáson.
2018 januárjában Molnár Róbert, Kübekháza polgármestere lemondott a pártban viselt alelnöki tisztségéről.
A 2018-as országgyűlési választáson az LMP listájáról Gémesi György jutott csak mandátumhoz.
2018 júliusában Gémesi György bejelentette ugyan, hogy pártja önállóan készül a következő évi európai parlamenti, illetve az önkormányzati választásra, ennek ellenére az önkormányzati választáson a Mindenki Magyarországa – Momentum – LMP – ÚK pártszövetség jelöltjeként indult egyetlen jelöltjük, a párt alelnöke, Sértő-Radics István Uszka település polgármesterségéért, amit nem nyert meg. Az EP-választáson az ÚK nem indult.
A párt a 2024-es önkormányzati választáson is részt vett, de ekkor is mindössze egyetlen egyéni listás jelölt indult Tiszabecsen szintén Sértő-Radics személyében, aki itt sem szerzett mandátumot.
2025. február 24-én a párt jogutód nélkül feloszlatta önmagát.

## Ideológia, pártprogram
- Demokratikus értékek képviselete, a jogállami normák érvényesítésének elősegítése
- A magyar állampolgárok jólétének növelése, a gazdaság fenntartható fejlődésének a biztosítása
- A magyar nemzet összetartozásának erősítése
- Olyan politika megvalósítása, amely hozzájárul ahhoz, hogy hazánkat a demokráciák megbecsült tagjaként ismerjék el
- Kedvező feltételek biztosítása a fiatalok tanulásához, munkába állásához és családalapításhoz
- Országgyűlési és önkormányzati, valamint európai parlamenti választásokon képviselők állítása
- Tagjai számára biztosítani a közéleti szerepvállalás lehetőségét.

## Szervezeti felépítése

### Elnökei
- Fábián Zsolt (2016–?)
- Gémesi György (?–2020)
- Hohn Krisztina (2020–?)
- Sértő-Radics István (?–2025)

### Alelnökei
- 2018: Ambrus Györgyi, Hohn Krisztina
- 2020: Gyenes Szilárd, Sértő-Radics István

### Választmányi elnöksége
- 2018: Üveges Gábor elnök, Eszes Béla alelnök (2018. június 30.-ig)

### Alapszervezetei
Az Új Kezdet több megyében is rendelkezett alapszervezettel, többek között Szombathelyen, Tolna, Gödöllőn, Mánfán, Komlón, Pécsett, Komlóskán, Zalaegerszegen és Budapesten.

## Önkormányzati választások
- 2017 júliusában Szentistván településen a testületi önfeloszlatás miatt kiírt időközi polgármesteri választáson a párt az egyik akkori alelnöke, dr. Pusztai-Csató Adrienn (egyben a község hivatalban lévő polgármestere) indulását támogatta, aki azonban 571 szavazattal csak a második helyen végzett két kihívójának egyike, Dobóné Koncz Judit mögött.[15]
- 2019-ben Uszka település polgármesterségéért, 2024-ben pedig Tiszabecs egyéni listás jelöltjeként indult Sértő-Radics István, de mindkét alkalommal sikertelenül.